# Kalin Lucas
Kalin Jay Lucas (Detroit, Míchigan, 24 de mayo de 1989) es un jugador de baloncesto estadounidense que pertenece a la plantilla del Real Estelí de la Liga Superior de Baloncesto de Nicaragua. Con 1,85 metros de estatura, juega en la posición de base.

## Trayectoria deportiva

### Universidad
Jugó durante cuatro temporadas con los Spartans de la Universidad Estatal de Míchigan, en las que promedió 14,2 puntos, 1,9 rebotes y 4,0 asistencias por partido. El uno de los únicos cuatro Spartans de la historia en conseguir más de 1.500 puntos y 500 asistencias. Fue incluido en el mejor quinteto de la Big Ten Conference en 2009 y 2010, y elegido Jugador del Año en su temporada sophomore.

### Profesional
Tras no ser elegido en el Draft de la NBA de 2011, fichó por el Olympiacos B.C. de la liga griega, pero fue despedido en el mes de enero de 2012, tras promediar 11 puntos y 2,5 asistencias en 11 partidos. Cinco días más tarde, fichó por el Bandırma Banvit turco hasta final de temporada. En 14 partidos, promedió 10,8 puntos y 2,5 asistencias, que le sievieron para renovar una temporada más, en la que promedió 9,6 puntos y 2,6 asistencias por partido.
En septiembre de 2013 fichó por los Chicago Bulls, pero fue finalmente descartado antes del comienzo de la liga, firmando entonces con los Iowa Energy de la NBA D-League. Jugó una temporada en la que promedió 15,1 puntos y 5,0 asistencias por partido.
En julio de 2014 se unió a los Memphis Grizzlies para disputar la NBA Summer League, pero fue cortado antes del comienzo de la temporada. Regresó a los Energy, pero volvió a fichar por los Grizzlies el 19 de noviembre, debutando ese mismo día ante Toronto Raptors. Al día siguiente fue despedido, regresando a Iowa.
Para la temporada 2015-16 vuelve a Turquía y ficha por el TED Ankara. En un partido alcanzó los 40 puntos en ante su exequipo, el Banvit. En una temporada algo irregular, ha promediado en la BSL 15.1 puntos, 3 rebotes y 4.7 asistencias.
En febrero de 2020 se compromete con el Estrella Roja de Belgrado hasta el final de la temporada. Kalin es un base veterano con experiencia Euroliga (8 partidos con Olympiacos en la temporada 2011-2012) que la temporada anterior alternó la NBA (Detroit Pistons) y la G-League con unos promedios de 21,4 puntos, 5,5 asistencias y 3,7 rebotes en la liga de desarrollo.
En verano de 2020, firma por el Ironi Nahariya de la Ligat Winner para disputar la temporada 2020-21.
En 2021, firma por los Gigantes de Carolina de la Liga de Baloncesto de Puerto Rico.
El 11 de noviembre de 2021, firma por el Merkezefendi Belediyesi Denizli Basket de la BSL turca.
El 15 de febrero de 2022, se compromete con el Pallacanestro Forlì 2.015 de la Serie A2 Este, la segunda división del baloncesto en Italia.
El 7 de marzo de 2024 firmó un contrato con el Real Estelí de la Liga Superior de Baloncesto de Nicaragua.

## Estadísticas de su carrera en la NBA

### Temporada regular
| Año     | Equipo  | PJ | PT | MPP | %TC  | %3P  | %TL   | RPP | APP | ROB | TPP | PPP |
| ------- | ------- | -- | -- | --- | ---- | ---- | ----- | --- | --- | --- | --- | --- |
| 2014-15 | Memphis | 1  | 0  | 6.0 | .000 | -    | -     | .0  | .0  | .0  | .0  | 0.0 |
| 2018-19 | Detroit | 1  | 0  | 6.0 | .000 | .000 | 1.000 | 3.0 | 1.0 | .0  | .0  | 2.0 |
| Total   | Total   | 2  | 0  | 6.0 | .000 | .000 | 1.000 | 1.5 | .5  | .5  | .0  | 1.0 |